# بیلی اوپنشاو
بیلی اوپنشاو (انگلیسی: Billy Openshaw؛ 1881 – ۱۹۴۵ (۶۳−۶۴ سال)) بازیکن فوتبال بود.
از باشگاه‌هایی که در آن بازی کرده‌است می‌توان به باشگاه فوتبال مکلسفیلد تاون و باشگاه فوتبال گریمزبی تاون اشاره کرد.